# Антопіль (Бердичівський район)
Анто́піль (колишня назва — Антопіль-Болярка) — село в Україні, в Андрушівській міській територіальній громаді Бердичівського району Житомирської області. Кількість населення становить 490 осіб (2001). У 1923—2020 роках — адміністративний центр однойменної сільської ради.

## Географія
Розташоване за 14 км від Андрушівки та за 15 км від залізничної станції Кодня. Через село протікає річка Боярка, ліва притока Гуйви.

## Населення
У 1885 році в селі мешкало 454 особи, налічувалось 51 дворове господарство. Відповідно до результатів перепису населення Російської імперії 1897 року, загальна кількість мешканців становила 1 037 осіб, з них: православних — 842, римокатоликів — 180, чоловіків — 540, жінок — 497.
В кінці 19 століття — 1 052 мешканці та 176 дворів, у 1906 році в селі налічувалися 1 073 жителі та 180 дворів.
Станом на 1923 рік кількість населення становила 1 318 осіб, кількість дворів — 306, на 1972 рік кількість населення становила 821 особу, дворів — 275.
Відповідно до результатів перепису населення СРСР, кількість населення, станом на 12 січня 1989 року, становила 480 осіб, станом на 5 грудня 2001 року, відповідно до перепису населення України, кількість мешканців села становила 490 осіб.

### Мова
Розподіл населення за рідною мовою за даними перепису 2001 року:
| Мова       | Кількість | Відсоток |
| ---------- | --------- | -------- |
| українська | 480       | 97.96%   |
| вірменська | 5         | 1.02%    |
| російська  | 4         | 0.82%    |
| білоруська | 1         | 0.20%    |
| Усього     | 490       | 100%     |

## Історія
Відоме з 1880 року. Станом на 1885 рік — колишнє власницьке село Котелянської волості Житомирського повіту Волинської губернії, існували православна церква та постоялий будинок.
В кінці 19 століття — село Котелянської волості Житомирського повіту, за 30 верст від Житомира та 6 верст від Котельні, розміщене на притоці річки Гуйви. Перебувало у власности Прушинських, згодом — останнього обраного житомирського маршалка Люцина Невмержицького, від 1870 року — власність Олександра Терещенка. Належить до православної парафії в Котельні, дерев'яну цвинтарну церкву збудовано 1 грудня 1841 року на кошти парафіян.
У 1906 році — село Котелянської волості (5-го стану) Житомирського повіту Волинської губернії. Відстань до губернського та повітового центру, м. Житомир, становила 30 верст, до волосного центру, міст. Стара Котельня — 5 верст. Найближче поштово-телеграфне відділення розташовувалося в міст. Червоне.
У 1923 році увійшло до складу новоствореної Антопіль-Болярської (згодом — Антопільська) сільської ради, котра, від 7 березня 1923 року стала частиною новоутвореного Андрушівського району Житомирської округи; адміністративний центр ради. Відстань до районного центру, міст. Андрушівка, становила 11 верст. В складі сільської ради село входило до Левківського (згодом — Іванківський) (27.06.1925 р.), Андрушівського (3.09.1930 р. та 4.01.1965 р.) та Бердичівського (30.12.1962 р.) районів.
За свідченнями очевидців, від Голодомору 1932—1933 рр. у селі загинуло 162 людини.
На фронтах німецько-радянської війни воювало 183 жителі, 99 із них загинуло, 81 — нагороджено орденами та медалями. У 1959 встановлено пам'ятник на братській могилі.
Станом на 1972 рік в селі працювала восьмирічна школа, клуб на 300 місць, фельдшерсько-акушерський пункт, дитячий садок.
У 2020 році, відповідно до розпорядження Кабінету Міністрів України № 711-р від 12 червня 2020 року «Про визначення адміністративних центрів та затвердження територій територіальних громад Житомирської області», територію та населені пункти Антопільської сільської ради включено до складу Андрушівської міської територіальної громади Бердичівського району.